# Unité urbaine de Grenade-sur-l'Adour
L'unité urbaine de Grenade-sur-l'Adour est une unité urbaine française centrée sur la ville de Grenade-sur-l'Adour dans le département des Landes.

## Données globales
En 2010, selon l'INSEE, l'unité urbaine de Grenade-sur-l'Adour est composée de deux communes
L'unité urbaine de Grenade-sur-l'Adour représente un pôle urbain de l'aire urbaine de Mont-de-Marsan.

### Communes
Liste des communes appartenant à l'unité urbaine de Grenade-sur-l'Adour selon la nouvelle délimitation de 2010 et sa population municipale en 2010 (liste établie par ordre alphabétique) :
| Nom                    | Code Insee | Statut | Superficie (km2) | Population (dernière pop. légale) | Densité (hab./km2) |
| ---------------------- | ---------- | ------ | ---------------- | --------------------------------- | ------------------ |
| Grenade-sur-l'Adour    | 40117      |        | 19,72            | 2 414 (2022)                      | 122                |
| Larrivière-Saint-Savin | 40145      |        | 16,85            | 588 (2022)                        | 35                 |

## Évolution démographique
L'évolution démographique ci-dessous concerne l'unité urbaine selon le périmètre défini en 2010.
| 1968  | 1975  | 1982  | 1990  | 1999  | 2009  | 2011  | 2016  | 2021  | - |
| ----- | ----- | ----- | ----- | ----- | ----- | ----- | ----- | ----- | - |
| 2 668 | 2 552 | 2 676 | 2 737 | 2 842 | 2 994 | 3 097 | 3 173 | 3 019 | - |

### Articles externes
- L'unité urbaine de Grenade-sur-l'Adour sur le splaf Landes